# Туровка (Волынская область)
Туровка (укр. Турівка) — село в Устилугской городской общине Владимирского района Волынской области Украины.
Население по переписи 2001 года составляет 149 человек. Почтовый индекс — 44712. Телефонный код — 3342. Занимает площадь 0,719 км².